# Ирина Аланска
Ирина Аланска (на средногръцки: Ειρήνη της Αλανίας) е грузинска принцеса, братовчедка на византийската императрица Мария Аланска и съпруга на севастократор Исак Комнин, който е брат на византийския император Алексий I Комнин.
За произхода на Ирина няма почти никакви данни. Не е известно дали Ирина е и рожденото ѝ име. На един оловен печат, датиран към 1074 – 1078, пише Ирина протопроедриса, дъщеря на владетеля на Алания. В своята „Алексиада“ Анна Комнина съобщава, че съпругата на Исак Комнин, която не е спомената поименно, е била братовчедка на императрица Мария Аланска. Дюканжовият списък стеснява степента на роднинството между Ирина и Мария, като назовава първата ...първа братовчедка на господарката кира Мария Аланска. Тези сведения обаче не са достатъчни, за да бъде определено по каква линия е роднинската връзка между Ирина и императрицата, а и етикетът братовчедка вероятно индикира по-далечни роднински връзки между двете жени. Въпросът за връзката на Ирина Аланска с Багратионите се усложнява и от едно сведение в „Алексиада“, според което Ирина Аланска и втората съпруга на Теодор Гавра са дъщери на двама братя, което послужило като канонична пречка пред планирания брак между сина на Теодор – Григорий Гавра, и една от дъщерите на Исак и Ирина, а по-късно и пред брака му с втората дъщеря на император Алексий I Комнин Мария, който брак е разтрогнат. Фактът, че Ирина Аланска и съпругата на Теодор Гавра са били първи братовчедки по бащина линия, изключва възможността Ирина Аланска да е първа братовчедка по бащина линия на императрица Мария Аланска, тъй като според т.нар. Грузинска хроника от XIII век става ясно, че бащата на императрицата – цар Баграт IV, е имал само един брат на име Димитър. Поради това все по-вероятна изглежда тезата Ирина Аланска да е роднина на императрица Мария Аланска по майчина линия на императрицата, чиято майка Борена Аланска е дъщеря на краля на Осетия, за когото се знае, че е имал и други деца.
В Дюканжовия списък Ирина е спомената като ...приснопаметната госпожа, всечестнейшата първа севастократорка кира Ирина, в божествен и ангелски образ преименувана Ксения, дъщеря на всеблагороднейшия властодържец на цяла Алания и първа братовчедка на господарката кира Мария Аланска, бивша съпруга на император кир Михаил Дука и [сетне] на император кир Никифор Вотаниат
Ирина Аланска се омъжва за Исак Комнин около 1071/1073 г., като бракът между двамата е уреден лично от император Михаил VII Дука. Съпругът на Ирина е по-голям брат на бъдещия император Алексий I Комнин, при чието управление получава титлата севастократор. Благодарение на брака си с Ирина Аланска Исак Комнин вероятно придобива и влияние върху императрица Мария Аланска, което използва, за да осигури възкачването на брат си Алексий.
От брака на Исак Комнин и Ирина Аланска се раждат:
- Йоан Комнин, протосеваст, дук на Дирахиум от 1092 до 1105 г.
- Алексий Комнин, пансеваст, дук на Дирахиум след 1105 г.
- Константин Комнин, пансеваст, дук на Верия.
- Адриан Комнин, монах, по-късно ръкоположен за архиепископ на България.
- София Комнина
- Евдокия Комнина
- две неизвестни по име дъщери, една от които е била сгодена за Григорий Гавра

От Дюканжовия списък пък се разбира, че към края на живота си Ирина Аланска е постъпила в манастир, където е приела монашеското име Ксения.